# Messerschmitt S 14
Die Messerschmitt S 14 war ein deutsches Segelflugzeug der 1920er Jahre und die letzte von Willy Messerschmitt ausgeführte und zugleich erfolgreichste antriebslose Konstruktion. Nachfolgend wandte er sich dem Bau von Motorflugzeugen zu.

## Geschichte und Konstruktion
Als am 7. Juli 1923 sein für den IV. Rhönwettbewerb entworfenes Segelflugzeug S 13 infolge eines Materialfehlers abgestürzte, wobei sich der Flugzeugführer Wolf Hirth einen Beckenbruch zuzog, entwickelte Messerschmitt, um doch noch an dem Treffen teilnehmen zu können, in kürzester Zeit den eng daran angelehnten Entwurf S 14. Das sperrholzbeplankte Rumpfboot mit geschlossenem Führersitz und Gleitkufe behielt er weitgehend bei wie auch die Flügelsteuerung, die er aus seiner gemeinsamen Lern- und Konstruktionszeit mit dem Flugpionier Friedrich Harth übernommen hatte. Die in Hochdeckerkonfiguration ausgeführte Tragfläche war daher auch nicht mit Querrudern ausgestattet, sondern besaß zur Richtungsänderung ein lenkbares, zweifach angeschlagenes, sperrholzbeplanktes Mittelstück mit zwei diagonalen Rumpfverstrebungen. Grundlegende Änderungen betrafen die Verwendung eines neuen, dem HAWA Vampyr entlehnten Göttingen-Gö-482-Flächenprofils (S 13: Gö 535) sowie die etwas verkürzte Spannweite. Der Aufbau mit einem torsionssteifem Kastenholm, beplankter Vorderkante und ansonsten verwindungsweichem Holzgerüst mit zellonierter Stoffbespannung war weitgehend identisch.
Von der S 14 wurden zwei Exemplare aufgelegt, deren Bau Willy Messerschmitt in seinem 1923 neu gegründeten Unternehmen Flugzeugbau Messerschmitt, Bamberg durchführte. Die Finanzierung sicherte Messerschmitts älterer Bruder Ferdinand ab, der auch schon Unterstützung bei der Firmengründung geleistet hatte. Die Flugzeuge konnten rechtzeitig vollendet werden, um an dem in den letzten beiden Augustwochen stattfindenden Hauptwettbewerb des Rhöntreffens teilzunehmen. Dabei gelang es Hans Hackmack mit einer S 14 am 30. August, dem vorletzten Wettbewerbstag, bei böigem Wetter mit etwa 20 m/s in etwa 2 min eine Höhe von 303 m über dem Startpunkt zu erreichen, die größte erreichte Höhe der Rhön von 1923. Beim Versuch, diese Bestleistung noch zu überbieten, kam der Pilot Max Standfuss beim Absturz seines Eindeckers Erfurt ums Leben. Hackmack gewann für seinen Flug außer dem Höhenpreis noch den Albert-Böhm-Preis für die größte Flughöhe, die Ehrenmedaille des Deutschen Luftfahrtverbands (DLV) für die höchste fliegerische Leistung und den 2. Preis beim Entfernungswettbewerb für die erzielte Flugstrecke. Für die Entwicklung der S 14 wurde Messerschmitt einer der beiden von der Georgenstiftung vergebenen Konstruktionspreise zuerkannt. Zusätzlich reichte Messerschmitt im November 1923 die Konstruktionspläne der S 14 als seine Diplomarbeit ein und schloss damit sein Maschinenbaustudium an der Technischen Hochschule München erfolgreich ab.
Eine der beiden S 14 wurde nach einigen Verbesserungen an die Arbeitsgemeinschaft Unterfranken Würzburg verkauft.

## Technische Daten
| Kenngröße        | Daten                        |
| ---------------- | ---------------------------- |
| Besatzung        | 1                            |
| Spannweite       | 13,80 m                      |
| Länge            | 5,50 m                       |
| Höhe             | 1,10 m (ohne Seitenleitwerk) |
| Flügelfläche     | 18,80 m²                     |
| Flügeltiefe      | 1,36 m                       |
| Flügelstreckung  | 10,1                         |
| Flächenbelastung | 9,3 kg/m²                    |
| Rüstmasse        | 105 kg                       |
| Zuladung         | 75 kg                        |
| Startmasse       | 180 kg                       |
| Profil           | Gö 482                       |